# Adam Szanowicz
Adam Szanowicz (ur. 25 lipca 1967 w Żarach) – polski lekkoatleta, długodystansowiec, specjalizujący się w biegu maratońskim. Mistrz Polski.

## Osiągnięcia
Reprezentował barwy klubu Gryf Słupsk, jego trenerem byli m.in. Zenon Bartoś i Jan Huruk.
W 1986 zwyciężył w Ogólnopolskiej Spartakiadzie Młodzieży w biegu na 3000 metrów, w 1988 został młodzieżowym wicemistrzem Polski w biegu przełajowym na 6000 metrów.
Jego największym sukcesem seniorskim było mistrzostwo Polski w biegu maratońskim w 1997 z czasem 2:16:29 (zajął wówczas 2. miejsce w klasyfikacji Maratonu Wrocławskiego, za Kenijczykiem Stepanem Lagatem). W 1995 został wicemistrzem Polski w biegu przełajowym na 12000 metrów oraz brązowym medalistą mistrzostw Polski w półmaratonie

## Rekordy życiowe[1]
- Bieg na 5000 metrów – 14:07,55 (8 września 1991, Słupsk)
- Bieg na 10 000 metrów – 29:40,47 (24 czerwca 1994, Piła)
- Półmaraton – 1:03:53 (2 września 1995, Brzeszcze)
- Maraton – 2:16:29 (27 kwietnia 1997, Wrocław)